# Jan Hataš
Jan Michal Hataš (* 1751 in Rožmitál; † 15. November 1784 in Mníšek) war ein böhmischer Komponist.
Hataš wirkte als Kantor in Mnísek. Von ihm sind kammer- und kirchenmusikalische Werke überliefert.

## Werke
- Gloria, O dulce angelorum melos, Motette
- Parthia pastoritia in D